# Jennifer Chesinon Lingakwiang
Jennifer Chesinon Lingakwiang (* 6. August 1982) ist eine kenianische Marathonläuferin.
2003 gewann sie die Maratona d’Italia in ihrer persönlichen Bestzeit von 2:31:38 h. 2004 wurde sie Zweite beim Turin-Marathon und siegte beim Brüssel-Marathon sowie beim Taipei International Marathon. 2007 wurde sie Dritte beim Mumbai-Marathon.